# Apodasmia brownii
Apodasmia brownii là một loài thực vật có hoa trong họ Restionaceae. Loài này được (Hook.f.) B.G.Briggs & L.A.S.Johnson mô tả khoa học đầu tiên năm 1998.